# Crna rijeka (Vrbas)
Crna rijeka je rijeka u Bosni i Hercegovini, lijeva pritoka Vrbasa.
Dio je vodenog sustava općine Mrkonjić Grad, koja ističe iz Malog jezera izletišta Balkana. Jezero napajaju potoci Cjepalo i Skakavac s planine Lisine, kao i  izvori ispod Velikog jezera. Rijeka teče u pravcu jug-sjever i na svom putu protiče kroz grad, a nakon toka od ukupno 17 km ulijeva se u Vrbas (kod mjesta Dabrac). Nekada je bila poznata po brojnim ribljim vrstama i razvijenom sportskom ribolovu.
Površina porječja Crne rijeke je 150 kilometara četvornih.